# めぐみと若い仲間たち
『めぐみと若い仲間たち』（ - わかいなかまたち）は、麻丘めぐみ通算4枚目のスタジオ・アルバム。発売日は1973年8月25日。発売元はビクター音楽産業（現：ビクターエンタテインメント）。規格品番：SJX-142。1991年4月21日に初CD化された。

## 解説
先行シングル「わたしの彼は左きき」を含む、4作目のアルバム。シングル関連曲以外は、オリジナル楽曲のみで構成されている。
「わたしの彼は左きき」以外の作詞はすべて、一般公募作品に千家和也が補作詞をしたもの。詞に採用された12名をグアム島に招待する企画もあり、その模様はスポニチ芸能ニュースで放送された。映像は、2009年3月25日発売のCD-BOX『Premium BOX 〜オリジナル・アルバム・コレクション〜』に収められたDVD-Videoに収録されている。タイトルは、「グアム島の隊長 麻丘めぐみ」。
1991年には、本作品と前アルバム『めぐみの休日』（1973/5/25）が1作にまとめられ、『定番コレクション2in One 「めぐみの休日 + めぐみと若い仲間たち」』として初CD化された。芸能生活50周年を迎えた2009年には、リマスタリングで高音質化された紙ジャケット仕様で初めて単独復刻された。タイトルは『めぐみと若い仲間たち +4』で、未収録のシングルA面／B面曲やカラオケ音源がボーナス・トラックで4曲追加収録された。13曲目「明日になれば」と14曲目「アルプスの少女」の合間には、10秒程度のブランク・タイムが挿入されている。

## 収録曲

### LP盤
※Sida Aの1曲目以外の全補作詞：千家和也
Side A
1. わたしの彼は左きき
作詞：千家和也／作曲・編曲：筒美京平
2. すれ違った恋人
作詞：飯田秀樹／作曲：福沢俊介／編曲：穂口雄右
3. さよならの代りに
作詞：関根愛子／作曲・編曲：馬飼野康二
4. 恋の学校
作詞：多田等／作曲・編曲：穂口雄右
5. 勇気をだして
作詞：瀬戸さゆり／作曲・編曲：高田弘
6. 恋人なら
作詞：水田久子／作曲・編曲：馬飼野俊一

Side B
1. おとずれ
作詞：橋本知子／作曲・編曲：高田弘
2. もう大人なのに
作詞：小野久美子／作曲・編曲：穂口雄右
3. 三分電話
作詞：林美貴子／作曲・編曲：馬飼野俊一
4. ごめんなさい
作詞：宮本紀子／作曲・編曲：高田弘
5. 時計
作詞：高橋宣仁／作曲・編曲：馬飼野康二
6. 雨あがり
作詞：大谷壮一郎／作曲・編曲：馬飼野俊一
7. 明日になれば
作詞：高橋一夫／作曲・編曲：馬飼野康二

### CD盤（1991年・2002年版）
定番コレクション 2in One 「めぐみの休日 + めぐみと若い仲間たち」
- M-1〜12の作家は項目『めぐみの休日』、M-26は「ときめき」参照のこと。

1. 朝のめざめ
2. 朝もやの散歩道
3. 森を駈ける恋人たち
4. 春がいっぱい
5. そよ風のテラス
6. 素敵なドライブ
7. バケイション
8. いつも一緒に
9. たそがれに歩けば
10. ひとりの私
11. 星のセレナーデ
12. グッド・ナイト・ママ
13. わたしの彼は左きき
14. すれ違った恋人
15. さよならの代りに
16. 恋の学校
17. 勇気をだして
18. 恋人なら
19. おとずれ
20. もう大人なのに
21. 三分電話
22. ごめんなさい
23. 時計
24. 雨あがり
25. 明日になれば
26. ときめき

### CD盤（2009年）
1. わたしの彼は左きき（3:07）
2. すれ違った恋人（2:38）
3. さよならの代りに（3:31）
4. 恋の学校（3:29）
5. 勇気をだして（2:54）
6. 恋人なら（2:51）
7. おとずれ（3:35）
8. もう大人なのに（4:18）
9. 三分電話（2:22）
10. ごめんなさい（3:25）
11. 時計（2:29）
12. 雨あがり（2:52）
13. 明日になれば（3:01）
14. アルプスの少女 -ボーナス・トラック-（3:24）
  - 作詞: 千家和也、作曲・編曲: 筒美京平
15. ヘイ・ミスター -ボーナス・トラック-（2:54）
  - 作詞: 千家和也、作曲・編曲: 筒美京平
16. わたしの彼は左きき -オリジナル・カラオケ-（3:04）
17. アルプスの少女 -オリジナル・カラオケ-（3:21）

## 発売履歴
- 1973年08月25日 - LP、規格品番：SJX-142
- 1991年04月21日 - CD（2in One「めぐみの休日／めぐみと若い仲間たち」）、規格品番：VICL-151
- 2002年12月15日 - CD（2in One「めぐみの休日／めぐみと若い仲間たち」）、規格品番：VSCD-3716
- 2009年03月25日 - CD（紙ジャケット仕様、リマスタリング、本人インタビュー付）、規格品番：VICL-63260